# 第聂伯罗国际机场
第聂伯罗国际机场（烏克蘭語：Міжнародний аеропорт «Дніпро»），曾用名“第聶伯羅彼得羅夫斯克國際機場”，是位於烏克蘭第聶伯羅彼得羅夫斯克州第聶伯羅城市中心東南方15公里（8海里）的機場。
2021年4月8日，乌克兰有关部门正式将机场名称改为现在的“第聂伯罗国际机场”。
2022年3月15日晚間，兩枚俄羅斯導彈襲擊了第聂伯罗国际机场，機場航站樓及跑道皆遭到嚴重毀損。
2022年4月10日，乌克兰国家紧急情况服务局称，俄军使用导弹完全摧毁了第聂伯罗国际机场，机场周边基础设施也被破坏，并造成6名国家紧急情况服务局人员受伤。

## 設施
機場位處於海平面以上147米。有一條09/27跑道，以混凝土鋪成，長2841米（9321英尺），闊44米（144英尺）。機場是由第聶伯航空管理，這樣就造成了數個管理問題和減慢機場的發展。

### 新客運大樓
在2011年，機場擁有者開始了一個計畫去發展一個新的客運大樓。這個計畫將會建造一個新和大的國際客運大樓，就像哈爾科夫國際機場的新客運大樓。當國際客運大樓建成，第聶伯航空和其他國際航空公司會使用此大樓，而國內和包機航空公司就會繼續使用由60年代運作至現在的客運大樓。

## 航空公司與目的地
| 航空公司       | 目的地                                                  |
| -------------- | ------------------------------------------------------- |
| 奧地利航空     | 維也納                                                  |
| 第聶伯航空     | 安塔利亞、洪加達、基輔—鮑里斯波爾、第比利斯、沙姆沙伊赫 |
| 葉林航空       |                                                         |
| 土耳其航空     | 伊斯坦布爾—阿塔圖爾克                                   |
| 烏克蘭國際航空 | 基輔—鮑里斯波爾                                         |

## 外部連結
- 機場歷史（俄文）/（乌克兰語）
- 烏克蘭的民用機場及其經營者 （页面存档备份，存于）（乌克兰語）